# Magnum Band
 (octobre 2009).
Si vous disposez d'ouvrages ou d'articles de référence ou si vous connaissez des sites web de qualité traitant du thème abordé ici, merci de compléter l'article en donnant les références utiles à sa vérifiabilité et en les liant à la section « Notes et références ».
 (février 2022).
Magnum Band est un groupe musical de Konpa haïtien fondé en 1976 à Miami par André  Dadou Pasquet, ancien musicien du groupe « Tabou Combo », et son frère Claude  Tico Pasquet ; ancien batteur des Gypsies de Pétionville et des Frères Déjean de Pétionville.

## Historique
En 1996, le groupe joue aux Jeux Olympiques d'Atlanta. En 1997, il représente Haïti lors du premier festival de musique créole à la Dominique.
Au fil de ses tournées en Guadeloupe, en 2003, en France, au Canada et aux États-Unis, le Magnum Band participe à la promotion du compas haïtien, et affermit son empreinte en faisant preuve d'un professionnalisme très apprécié par ses fans.
Le groupe a fêté son trentenaire en juin 2006. Le style de Konpa haïtien interprété par le Magnum Band est catégorisé « old school » (« ancienne école »).
Il n'empêche que le groupe est une véritable institution musicale, élément phare du Konpa haïtien. Il a jadis intégré des musiciens tels que : Jean Almatas, Roland Cameau, Nasser Chery, Essud Fundcap, Jean Robert Narcisse, Yvon Mondésir, Varnel Pierre, Waag Lalanne, Ernst Gabriel.
Le groupe poursuit sa carrière, bénéficiant des talents des musiciens suivants :
- André (Dadou) Pasquet : Chanteur, Guitariste
- Claude (Tico) Pasquet : Batteur, Chœur
- Nestor Azerot : Chanteur
- André Déjean : Trompettiste
- Camille Armand : Tambourineur
- Laurent Cicéron : Bassiste, Chœur
- Nasser Chery : Bassiste, Chœur
- Jean Paul Marie Luce : Bassiste
- David Lacombe ; Claviériste
- Louis Pommier ; Claviériste, Chœur
- Lucien Benjamin : Guitariste rythmique

André et Claude Pasquet sont les oncles de la chanteuse Teri Moïse.

## Discographie sélective
1979. album : Expérience
1981, album : Pike devan
1985, album :  Ashadei
1980, album : Adoration
1993, albums : Tèt ensem, Difé
1994,albums : The best in town, Pure gold, Paka pala, Jeovah, Expérience
1995, album : Best of Magnum Band
1996, album : San fwontiè
1997, albums : Anthologie volumes 1,2 et 3
1999, album Live
2000, album : The Anthologies
2001, album : 25e anniversaire
2004, album : Oulala!
2008, album : Sakalakawe